# Breathe (Seeb)
Breathe is een nummer van het Noorse dj-trio Seeb uit 2016.
Het nummer werd een grote hit in Seeb's thuisland Noorwegen, waar het de 7e positie behaalde. In andere Europese landen werd het meer een bescheiden hitje. In de Nederlandse Top 40 haalde het de 30e positie, en in Vlaanderen kwam het niet verder dan de Tipparade.